# Paraperiscyphops vandeli
Paraperiscyphops vandeli är en kräftdjursart som beskrevs av Franco Ferrara och Helmut Schmalfuss 1976. Paraperiscyphops vandeli ingår i släktet Paraperiscyphops och familjen Eubelidae. Inga underarter finns listade i Catalogue of Life.